# Underbara Siw
Underbara Siw är ett studioalbum från 1970 av Siw Malmkvist.

## Låtlista

### Sida A
1. Vart tog din kärlek vägen (You've Lost That Lovin' Feelin') (Barry Mann, Cynthia Weil, Phil Spector, Stig Anderson)
2. Kanske var sommaren varm (Wanting Things) (Burt Bacharach, Sven Olov Bagge)
3. Kommer du ihåg? (Bo-Göran Edling, Staffan Ehrling)
4. Sov inte på tunnelbanan (Don't Sleep in the Subway) (Jackie Trent, Peter Himmelstrand, Tony Hatch)
5. Det måste vara han (It Must Be Gim) (Gilbert Bécaud, Peter Himmelstrand)

### Sida B
1. Regnet det bara öser ner (Raindrops Keep Fallin' on My Head) (Burt Bacharach, Sven Olov Bagge)
2. I mitt liv (In My Life) (Beppe Wolgers, Lennon-McCartney)
3. Mitt lilla barn (sång: Tove) (Barbro Lindgren, Jojje Wadenius)
4. Både en och två (Love's Been Good to Me) (Britt Lindeborg, Rod McKuen)
5. Pröva lite kärlek nå'n gång (Put a Little Love in Your Heart) (Jackie DeShannon, Jimmy Holiday, Randy Myers)

### Fotnoter
1. ↑  ”Underbara Siw”. Svensk mediedatabas. 12 mars 1970. http://smdb.kb.se/catalog/id/001442117. Läst 13 oktober 2014.
2. ↑  ”Underbara Siw” (på engelska). Discogs. 12 mars 1970. http://www.discogs.com/Siw-Malmkvist-Underbara-Siw/release/2230331. Läst 13 oktober 2014.